# Tóth Kálmán (író)
Tóth Kálmán (Budapest, 1907. december 8. – Kolozsvár, 1985.) magyar prózaíró, újságíró.

## Életútja, munkássága
Budapesten érettségizett 1928-ban, majd napidíjasként Pest vármegyei kistisztviselő volt. 1940-ben került Kolozsvárra, szintén tisztviselőként. 1947–50 között a Világosság című napilap belső munkatársa; 1950–58 között az Állami Magyar Színháznál, 1958-tól nyugdíjazásáig, 1968-ig az Állami Filharmóniánál dolgozott mint közönségszervező.
Az 1930-as évektől gyakran közölt apróbb karcolatokat a Képes Krónikában, a Népszavában, főképp vadászati, halászati témákról. Később ugyanilyen írásai az Erdély, Igazság, Romániai Magyar Szó, Előre, Jóbarát, Magyar Vadász, románul a Tribuna, Vînătorul şi Pescarul Sportiv hasábjain jelentek meg.

## Kötetei
- Kagur, a farkas (regény, Bukarest, 1959)
- Gergő (regény, Bukarest, 1960)
- Szelek barlangja (Bagaméri Bélával, tudósítás, Bukarest, 1961)
- Vadászösvényen (regény, Bukarest, 1962)
- Kaland a Pisztrángos-völgyben (regény, Bukarest, 1963)
- Széltörésben (regény, Bukarest, 1966)
- Poncsó, a vadmalac (regény, Bukarest, 1971)